# Milivoje Novakovič
Milivoje Novakovič, född 18 maj 1979 i Ljubljana, Jugoslavien (nuvarande Slovenien), är en slovensk fotbollsspelare som spelar för NK Maribor och det slovenska landslaget.